# 绿眼招潮蟹
绿眼招潮（学名：Uca chlorophthalmus）为沙蟹科招潮蟹属的动物。分部于印度洋、从肯尼亚至科科斯群岛等地，生活环境为海水，多生活于潮间带。

## 亚种
- 粗腿绿眼招潮（学名：Uca chlorophthalmus crassipes），Adams et White于1848年命名。分布于太平洋中、西部、菲律宾、马来亚以及中国大陆的广东等地，生活环境为海水，一般栖息于红树林区或河口的滩涂上。[2]